# Générations (série télévisée)
Ne doit pas être confondu avec Generation (série télévisée).
Générations (Generations) est un feuilleton télévisé américain en 470 épisodes de 26 minutes, créé par Sally Sussman Morina et diffusé entre le 27 mars 1989 et le 25 janvier 1991 sur le réseau NBC.
En France, le feuilleton a été diffusé à partir du 26 novembre 1990 sur Antenne 2 sous forme d'épisodes de 40 minutes. Il reste inédit dans les autres pays francophones.

## Synopsis
"Générations" c'est deux familles de Chicago, les Whitmore et les Marshall. Deux familles, une blanche et une noire, dans l'univers des crèmes glacées.

## Distribution
- Marla Adams (VF : Francine Lainé) : Helen Mullin
- Anthony Addabbo (VF : Jean-Philippe Puymartin) : Jason Craig
- Jonelle Allen (VF : Danielle Hazan) : Doreen Jackson
- Jack Betts : Hugh Gardner
- Taurean Blacque/James Reynolds : Henry Marshall
- Sharon Brown/Debbi Morgan : Chantal Marshall
- Patricia Crowley : Rebecca Whitmore
- George Deloy (VF : Michel Vigné) : Rob Donnelly
- Elinor Donahue : Sylvia Furth
- Rick Fitts : Martin Jackson
- Vivica A. Fox (VF : Claire Guyot) : Maia Davis
- Bruce Gray : Phillip Webb
- Lynn Hamilton : Vivian Potter
- Ron Harper : Peter Whitmore
- Andrew Masset : Trevor McCallum
- Joan Pringle (VF : Anne Jolivet) : Ruth Marshall
- Gail Ramsey (VF : Emmanuelle Bondeville) : Laura Whitmore McCallum
- Barbara Rhoades/Linda Gibboney (VF : Anne Kerylen) : Jessica Gardner
- Richard Roundtree (VF : Gérard Dessalles) : Dr. Daniel Ruebens
- Kelly Rutherford (VF : Virginie Ledieu) : Sam Whitmore
- George Shannon/Robert Gentry (VF : Max André) : Jordan Hale
- Nancy Sorel (VF : Virginie Méry) : Monique McCallum Craig
- Kristoff St. John (VF : Éric Etcheverry) : Adam Marshall
- Robert Torti : Kyle Masters
- Joseph Whipp (VF : Raoul Guillet) : Charles Mullin
- Rick Lohman (VF : Joël Martineau) : Joel Resnick
- Patricia Tallman : Christy Russell